# المسار الرياضي
المسار الرياضي، هو أحد مشاريع الرياض الأربعة الكبرى التي أطلقها الملك سلمان بن عبد العزيز في مارس 2019، وتقوم عليها لجنة المشاريع الكبرى برئاسة الأمير محمد بن سلمان، وتأتي في إطار تحقيق أحد أهداف رؤية السعودية 2030 برفع تصنيف مدينة الرياض بين نظيراتها من مدن العالم.
وهو مسار طولي يوفر مختلف المرافق لممارسة أكثر من 50 رياضة كالتسلق، وركوب الدراجات الهوائية، والفروسية، وكرة القدم.
يمتد مشروع «المسار الرياضي» بطول 135 كم، مخترقاً مدينة الرياض، ليربط بين وادي حنيفة في غرب المدينة ووادي السلي في شرقها، ويضم أنشطة رياضية وثقافية وترفيهية وبيئية.
وحصلت مؤسسة المسار الرياضي «جائزة ميثاق الملك سلمان العمراني» في نسختها الأولى عام 2024م.
وفي 26 فبراير 2025، أعلن رئيس مجلس إدارة مؤسسة المسار الرياضي الأمير محمد بن سلمان، افتتاح أولى مراحل مشروع المسار الرياضي، التي تشتمل على خمس وجهات، هي: وجهة وادي حنيفة، ووجهة البرومينيد، والجزء الواقع بين تقاطع طريق الأمير محمد بن سلمان بن عبد العزيز وطريق الأمير تركي بن عبد العزيز الأول، والمسار الداخلي لجامعة الأميرة نورة بنت عبد الرحمن، والمرحلة الأولى لمنتزه الرمال الرياضي، ليصبح ما نُفذ من أطوال في المشروع حتى تاريخه 83 كم، وتبلغ نسبة إنجاز المشروع الكلي 40%.

## رؤية المشروع
أن يسهم المسار الرياضي في تشجيع السكان على اتباع أنماط صحية في التنقل، والتحفيز على ممارسة الرياضات المختلفة وبشكل خاص المشي وركوب الدراجات والخيول، في محيط زاخر بالأنشطة والفعاليات الفنية والثقافية والترفيهية والبيئية، بما ينسجم مع أهداف وتوجهات «رؤية المملكة 2030».

## مكونات المسار

### منطقة وادي حنيفة
- يمتد المسار على وادي حنيفة بطول 30 كم ابتداءً من سد العلب في الدرعية شمالاً حتى طريق المدينة المنورة جنوباً.
- يضم مسارات للدراجين الهواة والمحترفين ومسارات مشجرة للمشاة والخيول.
- يرتبط المسار بمركز للتدريب على ركوب الدراجات الهوائية بجوار حي السفارات.
- يضم 13 محطة على طول امتداد الوادي، تشمل: مقاهي متنوعة، ومتاجر لخدمة المتنزهين والرياضيين، بالإضافة لمراكز صيانة الدراجات الهوائية.

### منطقة الفنون
- تمتد شرق طريق الملك خالد بطول 3 كم وتضم أنشطة ثقافية وفنية وترفيهية.
- تضم مسارات للمشاة والدراجات الهوائية والخيول وجلسات للمتنزهين.
- تحتوي على مراكز ومتاحف ومكتبات، واستديوهات وساحات للعروض، ومنتديات للفنون، وقاعات للمحاضرات، ومناطق استثمارية.

### منطقة وادي اليسن
- تقع على مجرى وادي اليسن من شارع سويد بن حارثة حتى غرب طريق الملك فهد بطول 3.5 كم.
- تتوسط المنطقة قناة مائية منخفضة.
- تحتوي على مسارات للمشاة والدراجات الهوائية وجلسات للمتنزهين ومناطق استثمارية.
- ترتبط بمسار علوي يتصل بمركز الملك عبد الله المالي.

### المنطقة الترفيهية
- تقع شرق طريق الملك فهد حتى طريق عثمان بن عفان بطول 4 كم.
- تضم جسراً متصلاً للدراجين المحترفين بطول 40 كم ومسار أرضي للدراجين الهواة.
- تضم مدرجات ومجمع العروض السينمائية والمسرحية وسينما في الهواء الطلق.
- تحتوي مواقع للفعاليات وعروض الصوت والضوء التفاعلية.
- تضم ملاعب أطفال ومتنزهات على شكل تلال طبيعية وساحات مفتوحة ملطفة برذاذ المياه.
- تضم مجموعة من المباني السكنية والمكتبية ومناطق مخصصة للاستثمار.

### المنطقة الرياضية
- تمتد من شرق طريق عثمان بن عفان إلى شرق طريق المطار بطول 5 كيلو مترات،
- تشتمل على 60 موقعاً رياضياً من بينها: 16 ملعب كرة قدم، و18 ملعباً مغطى، و12 ملعباً مكشوفاً لكرة الطائرة والسلة والتنس، وساحة للتزلج.
- ترتبط المنطقة بمسار يحيط بجامعة الأميرة نورة بنت عبد الرحمن.

#### االبرج الرياضي
- يقام ضمن المنطقة الرياضية ويعد أطول برج رياضي في العالم[5][6]، ويضم:
- ملاعب مخصصة للرجال والنساء.
- ملاعب وصالات للتدريب على رياضات مختلفة من بينها: الجري، الجولف، الملاكمة، السلة، التنس، الريشة، السباحة، كرة الماء، التسلق، الرماية، هوكي الجليد وغيرها.
- مضمار للدراجات في الأدوار السفلية.
- يقام إلى جوار البرج مضمار مغلق تحت سطح الأرض لسباقات الدراجات الهوائية.

### المنطقة البيئية
- تمتد من شرق طريق المطار حتى طريق الجنادرية على وادي السلي بطول 14 كم.
- تحتوي على مسار مرتفع للدراجين المحترفين، ومسار أرضي للدراجين الهواة ومسارات للمشاة والجري متصلة بالأحياء المجاورة، ونقاط واستراحات للتوقف.
- تضم مناطق لتعليم زراعة النباتات والمحافظة عليها، ومواقع متخصصة في مجالات الاستدامة البيئية، وحقول وبيوت محمية لتطوير البذور والمنتجات الزراعية وإنتاج الأغذية العضوية.
- تحتوي على مناطق ترويحية، ومجموعة من المرافق السكنية والأسواق التجارية والمطاعم والمقاهي.

### منطقة وادي السلي
- يمتد المسار على وادي السلي من إستاد الملك فهد الدولي إلى متنزه بنبان بطول 53 كم.
- يضم مسارات للدراجين للمحترفين وركوب الخيل ومسارات مشجرة للمشاة.
- يضم 15 محطة على طول امتداد الوادي، تشمل: مقاهي متنوعة، ومتاجر لخدمة المتنزهين والرياضيين، بالإضافة لمراكز صيانة الدراجات الهوائية.
- يضم مناطق للنزهات البرية والتخييم.

### متنزه الكثبان الرملية
- يقام في المنطقة الرملية جنوب شرق مطار الملك خالد الدولي على مساحة تبلغ 20 كيومتراً مربعاً.
- يضم مسارات للدراجات الجبلية والصحراوية للمحترفين، ومركزاً للفروسية ومضامير لركوب الخيل، ومركزاً للزوار ومحطات واستراحات ومجمعات للدراجين، ومنتجعاً فندقياً ريفياً، ومرافق سكنية متنوعة، وحدائق نباتية وحديقة سفاري للحيوانات بمساحة 5 كيلومترات مربعة.
- يحتوي على معلم فني بارز عبارة عن مسار متعرج بارتفاع 50 متراً على شكل وردة، يتيح للدراجين الصعود إلى أعلاه والإطلالة على المناطق الطبيعية المجاورة.

## وصلات خارجية
- المسار الرياضي